# Jean-Jacques François de Soulier
Pour les articles homonymes, voir Soulier (homonymie).
Jean Jacques François de Soulier, né le 30 mai 1745 à Béziers (Hérault), mort le 24 mars 1826 à Béziers (Hérault), est un général de brigade de la Révolution française.

## États de service
Il entre en service en 1769, comme sous-lieutenant au régiment de Roussillon, il reçoit son brevet de capitaine en 1781, et il démissionne en 1782.
Le 2 octobre 1791, il est élu lieutenant-colonel en second du 1er bataillon de volontaires de l’Hérault, à l’armée d’Italie, et le 19 février 1793, il devient chef du 4e bataillon.
Il est nommé adjudant-général chef de brigade le 12 juin 1793, et il est promu général de brigade le 14 août suivant. Il est mis en non activité le 23 décembre 1793, pensionné en 1796, et admis à la retraite le 18 mars 1801. Il est fait chevalier de Saint-Louis en 1821
Il meurt le 24 mars 1826, à Béziers.

## Sources
- (en) « Generals Who Served in the French Army during the Period 1789 - 1814: Eberle to Exelmans »
- Léon Hennet, Etat militaire de France pour l’année 1793, Siège de la société, Paris, 1903, p. 12-33-114.
- Commandant G. Dumont, Bataillons de volontaires nationaux, (cadres et historiques), Paris, Lavauzelle, 1914, p. 138-408.